# Monde urk
Pour les articles homonymes, voir Urk.
Le concept d'Urk ou monde Urk, désigne les infrastructures souterraines abandonnées, principalement des câbles et tuyaux déconnectés des réseaux de télécommunications. Introduit par le sociologue suédois Björn Wallsten, le urk est le résultat de choix sociaux, politiques et historiques. Ce terme est au cœur des recherches sur l’exploitation minière urbaine, qui explore le recyclage des matériaux comme le cuivre et les enjeux politiques, sociaux et environnementaux associés à leur gestion. 

## Origine

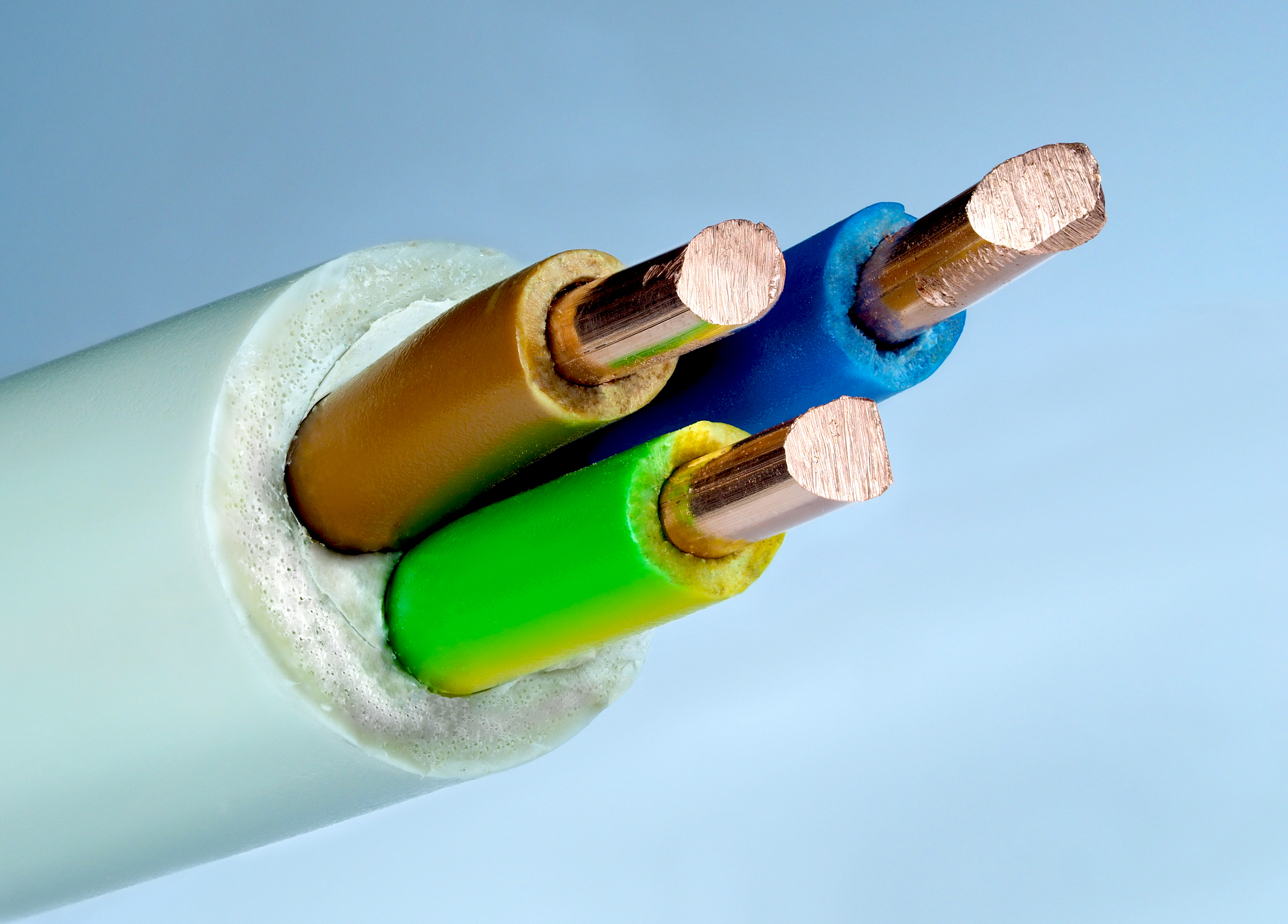
Câble en cuivre dénudé.

Le terme Urk est une abréviation de Urkopplad, qui signifie « déconnecté » en suédois. Ce terme vient d'anciennes mentions sur des cartes suédoises, indiquant la localisation d’infrastructures abandonnées. 
Le terme Urk est proposé par Björn Wallsten afin de désigner l’ensemble des câbles et tuyaux laissés sous-terre, après avoir été déconnectés des réseaux. Sa thèse, qui propose ce terme, est la première recensée sur la thématique de l’exploitation minière urbaine. Celle-ci désigne différentes mesures de recyclage de matériaux de l’environnement bâti, comme ces mondes Urk. L’auteur s’intéresse aux infrastructures qu'il appelle « en hibernation », particulièrement celles en cuivre qui les compose en majorité. L’auteur défend l’idée que les Urks doivent être exploités afin de réduire l'extraction et le gaspillage des ressources de minerais dans la société.

## Enjeux
Le monde Urk, selon Björn Wallsten,  est le résultat de processus socio-techniques. Il est caractérisé par un potentiel d'exploitation minière et une quantité significative de cuivre. Une attention est portée à la localisation de cette quantité de cuivre, aux moyens par lesquels elle pourrait être exploitée, à l’ancrage politique des infrastructures, ainsi qu'aux domaines dans lesquels la politique peut contribuer à développer l’exploitation du monde Urk.

### Sociaux
Les mondes Urks découlent de choix politiques et sociaux. Leur gestion dépend des réglementations, des investissements publics et des priorités économiques.  Leur présence dans les villes soulève des questions sur la planification urbaine et la responsabilité des autorités qui dépasse le défi technique.  

### Environnementaux

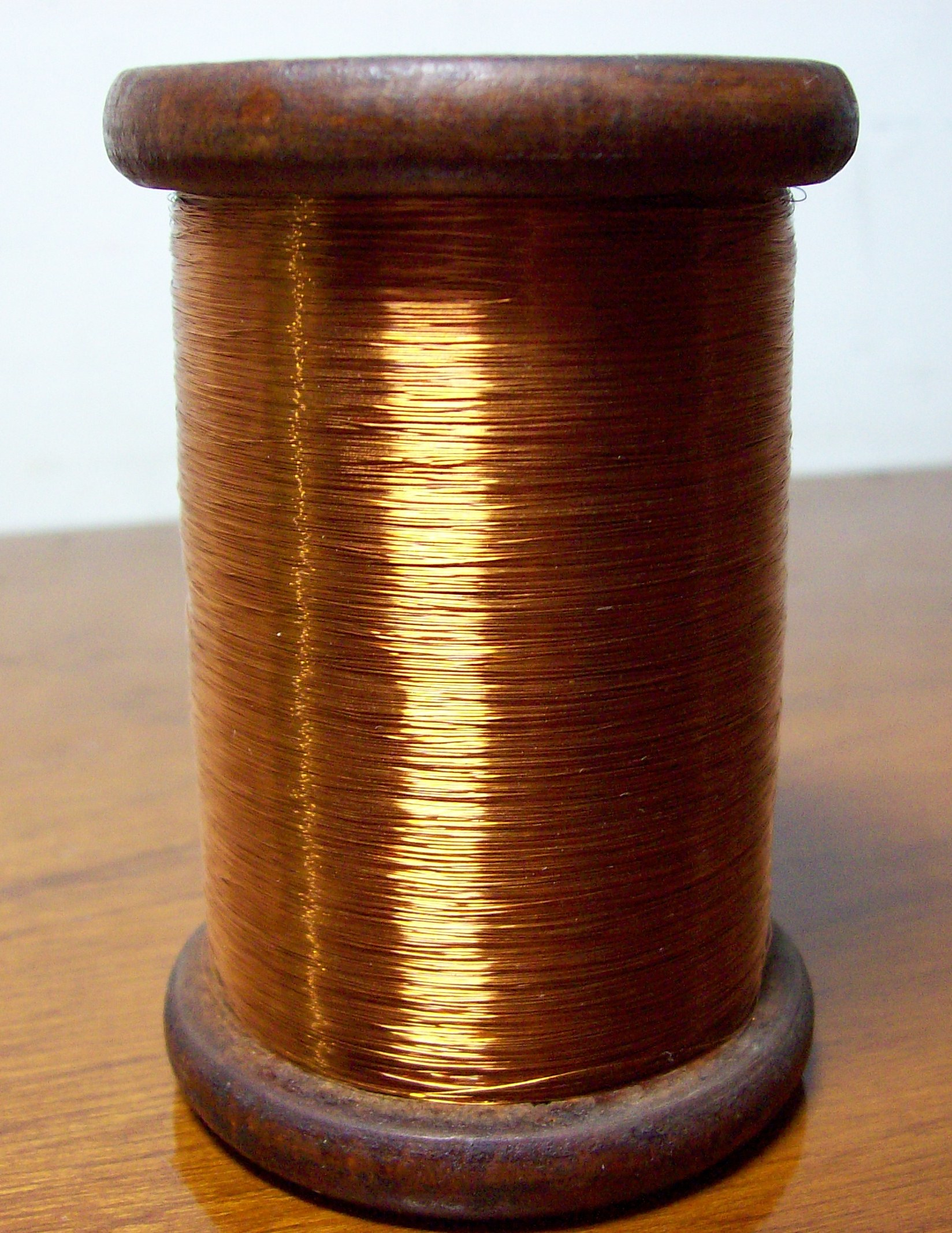
Rouleau de fils de cuivre.

Les Urks contiennent des matériaux comme le cuivre.   Ils peuvent représenter une ressource potentielle, car leur réutilisation permet de réduire l’exploitation minière. Ils posent également un problème environnemental, car leur dégradation peut entraîner une pollution des sols et des eaux souterraines. Cette dualité complique leur gestion : faut-il les extraire pour les recycler ou les laisser en place pour éviter des coûts élevés ? Les politiques de récupération et de réutilisation dépendent donc de cette tension entre rentabilité économique et risques écologiques.  

### Politiques
L'intégration des Urks dans les systèmes d'infrastructures est influencée par des décisions politiques. La déréglementation a conduit à une pression accrue sur les équipes de maintenance, entraînant l'installation de pièces moins durables et une augmentation des coûts de réparation. Le problème de sous-traitance peut provenir d’une impossibilité de l’entreprise à respecter les tâches imposées par les collectivités territoriales ou alors d’une incapacité des sous-traitants à contrôler le projet.  

## Exemple en Suède
L’analyse de sept systèmes d’infrastructure de la ville de Norrköping révèle la présence de 5 000 tonnes de métaux, représentant 25% du poids total des infrastructures de la ville. Parmi celles-ci, 560 tonnes de cuivre ont été identifiées, réparties entre 250 tonnes dans le réseau à courant alternatif d’E.On et 230 tonnes dans le réseau à courant continu obsolète de la municipalité. Les données montrent que les zones centrales, plus anciennes, concentrent une proportion plus importante d’Urk, en raison de leur historique d’installation plus ancien.  